# جلوة مصرية
الجلوة المصرية (باللاتينية: Atractylis mernephthae) نوع نباتي يتبع جنس الجلوة من الفصيلة النجمية.

## الموئل والانتشار
ينتشر في جنوب بلاد الشام.